# Chromis mirationis
Chromis mirationis là một loài cá biển thuộc chi Chromis trong họ Cá thia. Loài này được mô tả lần đầu tiên vào năm 1917.

## Từ nguyên
Từ định danh mirationis trong tiếng Latinh có nghĩa là "sự kinh ngạc", hàm ý không rõ, có lẽ đề cập đến "con mắt cực kỳ lớn" (bản dịch) của loài cá này.

## Phạm vi phân bố và môi trường sống
Từ vùng biển phía nam Nhật Bản, C. mirationis được phân bố trải dài về phía nam đến đảo Đài Loan và quần đảo Chesterfield (Nouvelle-Calédonie). Cá bột của C. mirationis đã được phát hiện tại eo biển Triều Tiên (ngoài khơi Tongyeong, Hàn Quốc). Ở Úc, loài này cũng được biết đến tại đảo Bernier (Tây Úc) dưới danh pháp là C. megalopsis, biển Arafura (Lãnh thổ Bắc Úc), và từ rạn san hô Great Barrier đến phía đông nam Queensland.
C. mirationis được thu thập ở độ sâu khoảng từ 40 đến 208 m.

## Mô tả
C. mirationis có chiều dài cơ thể lớn nhất được ghi nhận là 11 cm. Cơ thể màu xanh xám đến trắng nhạt với một dải sọc ngang có màu vàng hoặc nâu (sọc này vàng tươi ở cá con). Vây lưng và vây hậu môn ánh màu xanh nhạt. Nửa trên của gốc vây ngực có một đốm đen.
Số gai ở vây lưng: 14; Số tia vây ở vây lưng: 13–14; Số gai ở vây hậu môn: 2; Số tia vây ở vây hậu môn: 11–13; Số tia vây ở vây ngực: 19–20; Số gai ở vây bụng: 1; Số tia vây ở vây bụng: 5; Số vảy đường bên: 16–18.

## Sinh thái học
Thức ăn của C. mirationis là động vật phù du. Cá đực có tập tính bảo vệ và chăm sóc trứng; trứng có độ dính và bám vào nền tổ.